# Terry Brooks

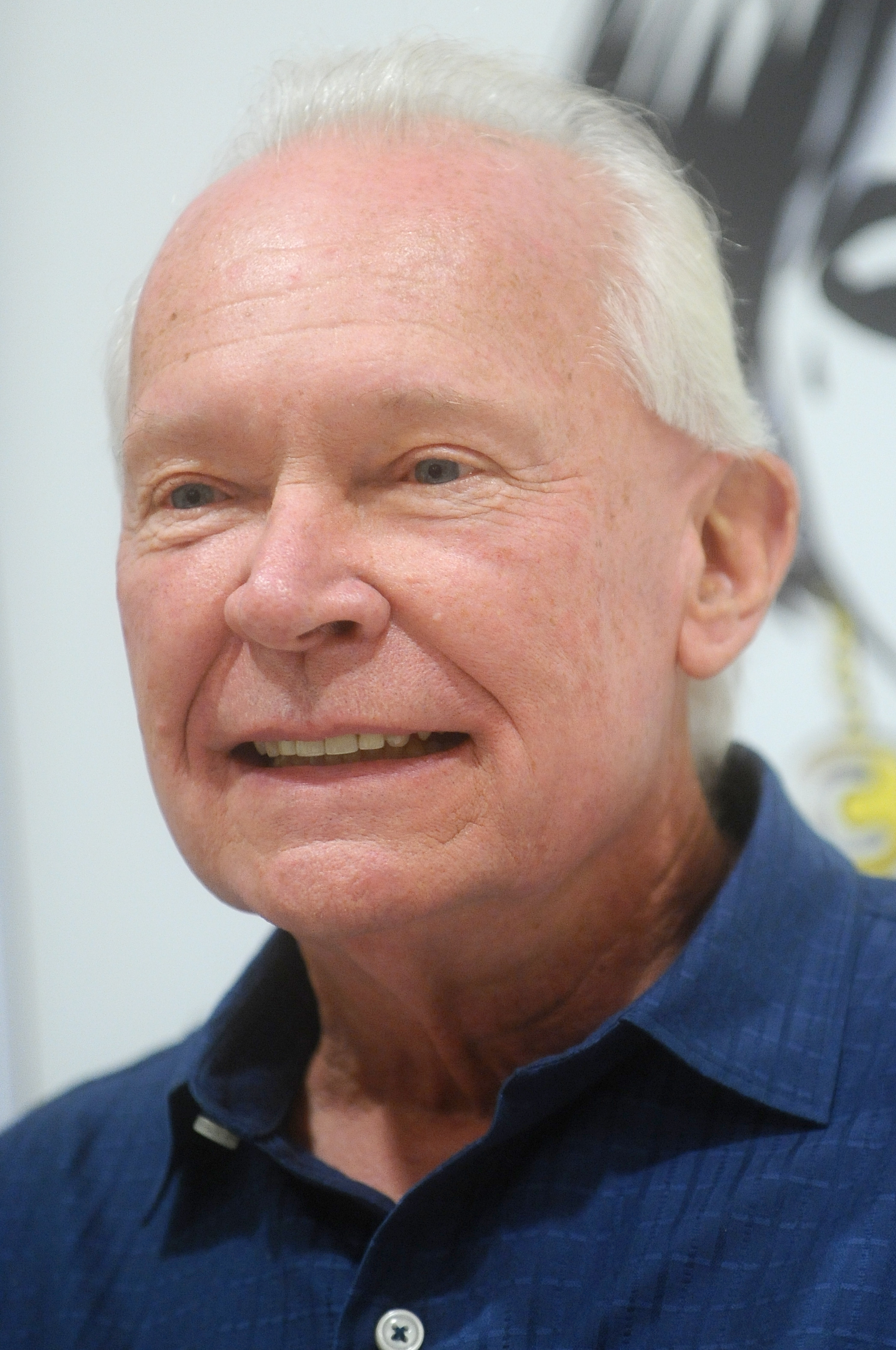
Terry Brooks in 2016

Terence Dean (Terry) Brooks (Sterling (Illinois), 8 januari 1944) is een Amerikaans schrijver van epische of high fantasy. Hij is vooral bekend geworden door zijn serie Shannara, waarvan het eerste deel, Het Zwaard van Shannara, in 1977 verscheen. 
Brooks werd geboren in Sterling, Illinois en studeerde Engelse literatuur aan het Hamilton College in New York. Aan de Washington & Lee University studeerde hij rechten. Aanvankelijk werkte hij als advocaat, maar na de publicatie van zijn eerste boek besloot hij in 1986 om fulltime te gaan schrijven.
Brooks schreef ook het boek Star Wars Episode I: A Phantom Menace (1999) van de gelijknamige film. 

## Biografie
Brooks werd geboren op het platteland in het middenwesten van het stadje Sterling, Illinois en vertoefde daar een groot deel van zijn leven. Hij studeerde Engelse literatuur en studeerde af in 1966. Later behaalde hij zijn diploma in rechten aan de Washington & Lee Universiteit. Voor hij fulltime ging schrijven was hij advocaat. Hij ging samen met zijn vrouw Judine in Seattle, Washington wonen.
Vanaf zijn schooltijd was Brooks bezig met schrijven, vooral in het genre sciencefiction, western, fictie en non-fictie. Op een dag, tijdens zijn collegeleven, kreeg hij een exemplaar van J.R.R. Tolkiens In de ban van de ring, dat hem inspireerde om fantasy te schrijven. Zijn stijl van schrijven werd echter geïnspireerd door William Faulkners werken. In 1977 debuteerde hij met Het Zwaard van Shannara. Dit boek werd het eerste fantasyboek ooit dat verscheen in de New York Times-bestsellerlijst, waar het vijf maanden bleef staan.
Na het verschijnen van twee prequels dat verband hield met Het Zwaard van Shannara begon Brooks met wat nu De Landover-boeken heet. Daarna schreef hij ook een serie van vier boeken getiteld De Erfenis van Shannara.